# Dvärgsplintborre
Dvärgsplintborre (Scolytus pygmaeus) är en barkboore som beskrevs 1787 av Fabricius. Arten ingår i släktet Scolytus och familjen vivlar.